# Политички систем Аустрије
Политика Аустрије одвија се у оквиру савезне парламентарне републике Аустрије, са председником као шефом државе, и канцеларом као шефом владе. Владе, и локалне и федералне, врше извршну власт. Федерална законодавна власт састоји се из Савезне владе, два дома Парламента, Националног већа и Савезног већа. Аустријско правосуђе је независно од извршне и законодавне власти.
Од 1949. године конзервативна Аустријска народна странка (ОВП) и лијевица Социјалдемократске партије Аустрије (СПО) су у великој су мјери доминирале страначко-политичком сценом Аустрије.
Етнички и културно хетерогена национална држава Аустрија је једна од многих држава које су настале након распада Аустроугарске, огромне мултинационалне империје која је престала да постоји 1918. године. Аустријској Републици је претходила уставна монархија, чије је законодавно тијело изабрано, како је то написао Њујорк Тајмс, "квази-универзално (мушко) право гласа" први пут 1897.
Први покушај Аустрије за републичком управом, након пада монархије 1918. године, био је озбиљно отежан економским трошковима ратне репарације које су захтијевали савезници, који су их побједили у Првом свијетском рату. Прва Аустријска република (1918—1938) извршила је неке пионирске реформе двадесетих година 20. века, посебно у Бечу, које су служиле као модели за социјалне државе у Европи после Првог светског рата. Међутим, Република се постепено развила у аустрофашистичку диктатуру између 1933-1934. године под канцеларом Енгелбертом Долфусом, којег су 1934. године убили нацистички партијски агенти. Прва република завршила је 1938. године Аншлусом од стране нацистичке Њемачке. Након пораза немачког Рајха 1945. године, Аустрија је обновила своју републичку владу, након што је повратила своју независност.
Почетак 21. века означио је, за Аустрију, пола века стабилне владе под уставним републичким системом. Њиме се управља у складу са принципима представничке демократије и владавине права. Уставни оквир политике Аустрије и срж практичне имплементације устава су широко прихваћени као робусни и адекватни  да спровођење мирне промене.
Економистичка обавјештајна јединица оцијенила је Аустрију као "пуну демократију" 2016. године.

## Устав
Аустријски устав карактерише републику као федерацију која се састоји од девет аутономних савезних држава. И федерација и све њене државе имају писане уставе који их дефинишу као републичке ентитете којим се управља по принципима представничке демократије. Поред чињенице да савезне државе Аустрије немају независно судство, с једне стране, и да је њихова аутономија у великој мјери напотпуна, с друге стране, аустријска структура владавине наликује структури неких много већих савезних република као што је Њемачка.

## Извршна власт
| Дужност     | Име                     | Партија         | Од               |
| ----------- | ----------------------- | --------------- | ---------------- |
| предсједник | Алекандер Фан дер Белен | Зелени          | 26. јануар 2017  |
| канцелар    | Карл Нехамер            | Народна странка | 6. децембар 2021 |

### Поглавар државе
Аустријски шеф државе је федерални предсједник (Bundespräsident), бира се народним гласањем на мандат од шест година и ограничен је на два узастопна мандата. Бивши предсједник Хајнц Фишер изабран је за други мандат 25. априла 2010. године. Замијенио га је садашњи предсједник Александер Фан дер Белен, који је изабран на ову дужност 4. децембра 2016. године. Канцеларија савезног председника је у великој мери церемонијална, иако устав дозвољава предјседнику да смени кабинет или да распусти Национални савет и да расписује нове изборе.

### Председник владе
Федералног канцелара (Bundeskanzler) именује федерални предсједник. Иако је шеф владе, он нема овлашћења да усмерава друге чланове владе. Након избора Аустријског Националног савета 2017. године лидер Аустријске народне партије Себастијан Курц положио је заклетву као канцелар предсједника Александра Фан дер Белена 18. децембра 2017. године. 6. децембра 2021. године Карл Нехамер и његови министри положили су заклетву пред предсједником Фан дер Беленом.

### Влада
Федерални кабинет се састоји од Федералног канцелара кога именује председник и одређеног броја министара које именује председник по препоруци канцелара. Федерални кабинет је одговоран Националном савету и може бити присиљен да поднесе оставку због неповерења. Претходна влада, коју су чиниле Аустријска народна партија и Слободарска партија Аустрије, положила је заклетву 18. децембра 2017. године. Садашњу владу чине Аустријска народна партија и странка Зелених Аустрије. Положили су заклетву 6. децембра 2021. године.

## Законодавна власт
Парламент Аустрије (Österreichisches Parlament) састоји се од два дома. Национални савет (Nationalrat) има 183 члана, који се бирају на петогодишњи мандат пропорционалном заступљеношћу. Овај дом је предоминантан од два дома парламента. Да би била заступљена у парламенту, странка мора или освојити најмање четири посто гласова у цијелој земљи или добити мјесто (Direktmandat) у једној од 43 регионалне изборне јединице.
Политички много мање значајно је Савезно вијеће (Bundesrat) које се тренутно састоји од 62 члана, које бира државно законодавство (Landtag - покрајинске скупштине). Број и расподјела мјеста се прерачунава након сваког пописа. Моћ Савезног вијећа је прилично ограничена, јер у већини случајева има само суспензивни вето, који може бити одбијен од стране Националног вијећа. Међутим, неки случајеви, попут закона који ограничавају надлежности покрајина, захтијевају одобрење Савезног вијећа.
Савезна скупштина (Bundesversammlung), коју формирају Национални савет и Савезно вијеће на заједничкој сједници, је у великој мери церемонијална институција, а њена главна одговорност је везана за заклетву савезног председника. Такође може расписати референдум о смјени предсједника или довести предсједника пред Уставни суд ако закључи да је предсједник прекршио устав, те да је одговоран за проглашење рата.
Након приступања Европској унији, парламент је морао препустити дио својих овлаштења институцијама Европске уније.
Аустријска конвенција (Österreich Konvent) основана је 2003. године има улогу да даје предлоге за реформу аустријског устава и централних институција. Представила је извјештај 2007. године, а неке њихове приједлоге усвојио је парламент.

## Директна демократија
Аустријски правни систем разликује три различита инструмента директне демократије: референдуме (Volksabstimmungen), популарне иницијативе (Volksbegehren) и националне анкете јавног мијења (Volksbefragungen).
Референдум о предлогу закона се одржава ако то захтијева већина чланова Националног вијећа или резолуција предсједника, коју морају потписати сви чланови владе. Исто тако, значајне промјене Устава увијек захтијевају референдум, док измјене дијелова Устава захтијевају само референдум ако најмање једна трећина чланова Националног вијећа то захтјева или ако то захтјева Савезно вијеће. Резултат референдума је обавезујући и закон о којем се гласа није усвојен у закону ако већина гласа против њега. До сада су у Аустрији одржана два референдума, од којих се најновији односио на улазак у Европску унију.
Популарне иницијативе могу да започну законодавни процес: ако народну иницијативу потпише најмање 100.000 регистрованих бирача, Национални савет је мора размотрити. Она има предност над свим другим питањима на дневном реду Националног вијећа. Од њиховог увођења 1963. године до 2010. године биле су 32 иницијативе.
Национална истраживања јавног мњења или консултативни референдуми одржавају се, за разлику од референдума, прије него што Национални савјет донесе закон. Његови резултати нису правно обавезујући. До 2015. године било је само једно национално истраживање јавног мњења.

## Политичке странке

### Аустријска народна странка
Народну партију (Österreichische Volkspartei, или ÖVP) су основали лидери бивше Хришћанске социјалне партије 1945. године као конзервативну/десни-центар странку слабо повезану са Католичком црквом. Између 1945. и 1970. године дали су канцелара Аустрије, а од 1987. године континуирано су у влади, а њен вођа Волфганг Шисел је био канцелар између 2000. и 2007. године. Она има подршку пољопривредника, власника великих и малих предузећа, и католичких група, али и од бирача без страначке припадности, са упориштима у руралним регионима Аустрије. На националним изборима 2008. године завршили су на другом мјесту са 26% гласова, што је најгори резултат у историји странке. Од 1991. године странка је чланица Европске народне странке. Данашњи канцелар, Карл Нехамер, долази из ове странке.

### Социјалдемократска партија Аустрије
Социјалдемократска партија (Sozialdemokratische Partei Österreich, или СПО) је социјалдемократска/љевичарска политичка странка која је основана 1888. године као Социјалдемократска радничка партија (Sozialdemokratische Arbeiterpartei, или СДАП), када је Виктор Адлер успио ујединити разне против фракције. Странка је реконституисана као Социјалистичка партија Аустрије 1945. године, да би била преименована у Социјалдемократску партију Аустрије 1991. године. Ова партија је била забрањена 1934. године, током периода Аустрофашизма. Између 1970. и 1999. године, ова партија је управљала земљом сама или са мањинским коалиционим партнером, а сви осим два предсједника Аустрије од 1945. године били су чланови СПО. Првобитно су имали доста сљедбеника међу радничком класом, па су крајем педесетих година прошлог вијека проширили фокус на раднике средње класе, службенике и интелигенцију. Током деведесетих година прошлог вијека приватизација национализованих индустрија почела је да буде отворенија, након што су се појавили велики губици државних предузећа. Након финансијске кризе 2008. године, странка је почела да заговара глобални порез на трансакције. На изборима Националног савета 2008. били су први са 29,3% гласова. Странка је чланица Социјалистичке интернационале и Партије европских социјалиста.

### Слободарска странка Аустрије
Слободарска странка (Freiheitliche Partei Österreichs, или ФПО) је десничарска популистичка политичка странка која је основана 1955. године као насљедник Федерације независних. Према анкетама, она углавном привлачи гласове младих људи и радника. Њихова националистичка реторика циља муслимане, имигранте и Европску унију. Странка је стално добијала подршку након што је Јерг Хајдер преузео водство партије 1986. године, добили су око 27% гласова на изборима 1999. године. Након смањења на 10% на изборима 2002. године, они су у 2008. години остварили 17,5%.

### НЕОС - Нова Аустрија и Либерални форум
Либерални форум (Liberales Forum, или ЛИФ), утемељен на либералним идеалима, одвојио се од ФПО у фебруару 1993. године. Добили су 3,65% гласова на изборима 1999. године и на тај начин нису поново ушли у парламент. Након смањења улазне ковте на мање од 1% на изборима 2002. године, они су скоро потпуно нестали из јавности, добивши 2,1% гласова у 2008. години. ЛИФ је 2013. године склопио партијски савез са либерално-десничарским НЕОС-ом за законодавне изборе и ушао у Национални савјет. 2014. године странке су се спојиле.

### Зелени - Зелена алтернатива
Зелени (Die Grünen), је странка која се фокусира на питања животне средине и социјалне правде као дио глобалног покрета Зелених. Добили су 10,4% гласова у 2008. години. Они су посебно јаки у градским областима, на примјер у Бечу, гдје су добили 22% гласова на ЕУ изборима 2004. године. У бечком округу Нојбау су добили 41% гласова, више од СПО и ОВП заједно. Зелени привлаче левичаре и либералне интелектуалце, као и гласаче од 18-30 година старости. Неки инсистирају на томе да се Зелени окарактеришу као љевичари, јер се они сматрају антикапиталистичким и свакако употребљавају анти-корпоративну реторику. Међутим, овакво карактерисање може да створи поједностављену слику о Зеленима, јер постоји значајна разлика између Зелених - који имају велику вјеру у локална тржишта и директну демократију - и левичара-социјалиста и комуниста - који теже фаворизирању централизације, планиране економије и питања економских класа.

## Резултати избора
| Кандидати (чланство у странци)                                              | Кандидати (чланство у странци)                           | Први круг | Први круг | Други круг (поништен) | Други круг (поништен) | Други круг (поновљени) | Други круг (поновљени) |
| Кандидати (чланство у странци)                                              | Кандидати (чланство у странци)                           | Гласова   | %         | Гласова               | %                     | Гласова                | %                      |
| --------------------------------------------------------------------------- | -------------------------------------------------------- | --------- | --------- | --------------------- | --------------------- | ---------------------- | ---------------------- |
|                                                                             | Норберт Хофер (Аустријска странка слободе)               | 1,499,971 | 35.1      | 2,220,654             | 49.7                  | 2,124,661              | 46.2                   |
|                                                                             | Александар Ван дер Белен (Зелени)                        | 913,218   | 21.3      | 2,251,517             | 50.3                  | 2,472,892              | 53.8                   |
|                                                                             | Ирмгард Грис (независни)                                 | 810,641   | 18.9      |                       |                       |                        |                        |
|                                                                             | Рудолф Хундсторфер (Социјалдемократска партија Аустрије) | 482,790   | 11.3      |                       |                       |                        |                        |
|                                                                             | Андреас Кол (Аустријска народна странка)                 | 475,767   | 11.1      |                       |                       |                        |                        |
|                                                                             | Рихард Лугнер (независни)                                | 96,783    | 2.3       |                       |                       |                        |                        |
| Важећи гласови                                                              | Важећи гласови                                           | 4,279,170 | 97.9      | 4,472,171             | 96.4                  | 4,597,553              | 96.8                   |
| Неважећи гласови                                                            | Неважећи гласови                                         | 92,655    | 2.1       | 164,875               | 3.6                   | 151,851                | 3.2                    |
| Укупно гласова                                                              | Укупно гласова                                           | 4,371,825 | 68.5      | 4,637,046             | 72.7                  | 4,749,404              | 74.2                   |
| Бирачи са правом гласа                                                      | Бирачи са правом гласа                                   | 6,382,507 |           | 6,382,507             |                       | 6,399,572              |                        |
| Извор: Bundesministerium für Inneres Архивирано на веб-сајту (23. мај 2016) |                                                          |           |           |                       |                       |                        |                        |

|                                                                                |                                            |           |      |        |      |
| Политичка партија                                                              | Политичка партија                          | Гласова   | %    | Мјеста | +/–  |
|                                                                                | Аустријска народна странка (ОВП)           | 1,595,526 | 31.5 | 62     | +15  |
|                                                                                | Социјалдемократска партија Аустрије (СПО)  | 1.361.746 | 26.9 | 52     | 0    |
|                                                                                | Слободарска партија Аустрије (ФПО)         | 1,316,442 | 26.0 | 51     | +11  |
|                                                                                | НЕОС - Нова Аустрија (НЕОС)                | 268,518   | 5.3  | 10     | +1   |
|                                                                                | Петер Пилц Лист (ПИЛЗ)                     | 223,543   | 4.4  | 8      | Нови |
|                                                                                |                                            |           |      |        |      |
|                                                                                | Зелени - Зелена алтернатива (ГРУНЕ)        | 192,638   | 3.8  | 0      | –24  |
|                                                                                | Мој глас је важан! (Г! ЛТ)                 | 48,234    | 1.0  | 0      | Нови |
|                                                                                | Комунистичка партија Аустрије плус (КПО +) | 39,689    | 0.8  | 0      | 0    |
|                                                                                | Бијели (ВЕИСЕ)                             | 9,167     | 0.2  | 0      | Нови |
|                                                                                | Слободни лист Аустрије (ФЛО)               | 8,889     | 0.2  | 0      | Нови |
|                                                                                | Нови покрет за будућност (НБЗ)             | 2,724     | 0.1  | 0      | Нови |
|                                                                                | Бескућници у политици (ОДП)                | 761       | 0.0  | 0      | Нови |
|                                                                                | Социјалистичка љевица (СЛП)                | 713       | 0.0  | 0      | 0    |
|                                                                                | Странка излаза из ЕУ (ЕУАУС)               | 693       | 0.0  | 0      | 0    |
|                                                                                | Хришћанска странка Аустрије (ЦПО)          | 425       | 0.0  | 0      | 0    |
|                                                                                | Мушка партија (М)                          | 221       | 0.0  | 0      | 0    |
| Неважећи/празни гласови                                                        | Неважећи/празни гласови                    | 50,952    | -    | -      | -    |
| Укупно                                                                         | Укупно                                     | 5,120,881 | 100  | 183    | 0    |
| Регистровани бирачи/одзив                                                      | Регистровани бирачи/одзив                  | 6,400,993 | 80.0 | -      | -    |
| Извор: Министарство унутрашњих послова Аустрије Архивирано 2017-10-15 на сајту |                                            |           |      |        |      |

## Политички услови
Од Другог свјетског рата Аустрија је политички стабилна. Један старији државник социјалиста, др Карл Ренер, организовао је аустријску администрацију након рата, и опште изборе који су одржани у новембру 1945. године. На тим изборима, конзервативна Народна партија (ОВП) је добила 50% гласова (85 места) у Националном савету, социјалисти су освојили 45% (76 места), а комунисти 5% (4 места). Влада која се састојала од три партије је владала је до 1947. године, када су комунисти напустили владу, а ОВП је предводио владајућу коалицију са социјалистима који су владали до 1966. године. Те је године ОВП је освојила апсолутну већину и владала сама у наредне четири године. Резултати су се окренули 1970. године, када је СПО постала најјача странка по први пут, освојивши апсолутну већину под својим харизматичним вођом Бруном Крајским 1971. године. Између 1971. и 1999. године, СПО је владала земљом сама или у спрези са ОВП, изузев 1983-1986, када је владала у коалицији са Странком слободе, све док се коалиција није сломила када је десничарски политичар Јерг Хајдер постао вођа Странке слободе.
Након избора 1999. године, упркос томе што су били на трећем мјесту након избора, ОВП је формирала коалицију са десничарско-популистичком Странком слободе (ФПО) почетком 2000. године. СПО, која је била најјача странка на изборима 1999. године, док су Зелени сада чинили опозицију. Као резултат укључивања ФПО у владу, ЕУ је увела симболичне санкције Аустрији, које су укинуте шест месеци касније. САД и Израел, као и разне друге земље, такође су смањиле контакте са аустријском владом. ОВП је поново изабран, овај пут са више гласова, на изборима 2002. године и формирао је другу коалициону владу са ФПО, овај пут углавном игнорисану од стране других земаља.
Након великих спорова унутар ФПО између Хајдера и замјеника канцелара Сузане Рие-Пасер (такозвани Knittelfeld Putsch), ОВП је разбио коалицију 2002. године и позвао на поновне изборе. Рис-Пасер је напустила ФПО, а бивши министар за социјалне услуге, Херберт Хаупт, именован је за новог вођу. У бриљантном маркетиншком потезу, канцелар Волфганг Шисел је убједио тада врло популарног министра финансија Карл-Хајнса Грасера да се из ФПО-а пресели у ОВП.
Не само да је ФПО био јавно окривљен за прекидање коалиције, већ је изгубио министра Грасера од ОВП. Њихов стил владавине и прекршена обећања такођер су разочарала многе од њихових бивших гласача. На изборима, који су одржани 24. новембра 2002. године, претрпели су највећи губитак гласова у историји Аустрије, смањивши се са 27% на само 10%. Већина тих губитака је отишла ОВП-у, који је порастао са 26% на 42%, што је највиша вриједност деценијама уназад. И Зелени и Социјалдемократи, са само 85 од 183 места, добили су више гласова него на претходним изборима, али ипак, не довољно да формирају коалицију .
Противно јавном мњењу, које је било у корист коалицијске владе ОВП-СПО, канцелар Шисел је обновио коалицију између ОВП и ФПО.
Иако је била изложена оштрим критикама опозиционих странака за неуспјеле или врло неповољне приватизацијске послове, највише пореске стопе и највећу незапослености од 1945. године, упитну куповина војних авиона и поновљене оптужбе да је министар финансија Грасер можда избјегавао порез, влада је изгледала изузетно стабилно, јер су се обе стране плашиле да изгубе гласове. Измене закона које су се односили на полицију, националну телевизијску и радио компанију, савезне железнице и систем социјалне заштите довеле су до повећања утицаја ОВП-а и ФПО-а у поменутим институцијама.
Социјалдемократска партија Аустрије појавила се као најјача странка на изборима 2006. формирајући владу са Аустријском народном странком, лидером СПО Алфредом Гузенбауером, који постаје нови канцелар.
На ванредним изборима 2008. године, обе партије су освојиле мање гласова, али је коалиција између СПО и ОВП обновљена, а Вернер Фајман, нови лидер СПО, замјенио је Алфреда Гузенбауера на месту канцелара.

## Јачање деснице и Јерга Хајдера
Социјалдемократска партија под Алфредом Гузенбауером појавила се као победник на општим изборима у Аустрији у октобру 2006. године. Након преговора са ОВП-ом, Алфред Гузенбауер и његова СПО-ОВП коалициона влада положили су 11. јануара 2007. године заклетву пред предсједником Хајнцом Фишером.
Ова коалиција се поново распала у јуну 2008. године. Избори у септембру 2008. године додатно су ослабили обе главне странке, Социјалдемократе и Народну странку, али заједно су још увијек држале више од 50% гласова са социјалдемократима који су имали већину. Ојачале су десничарске странке: Слободарска странка и партија преминулог Јерга Хајдера, Алијанса за будућност Аустрије. Због наглог јачања деснице на овим изборима, многи су нагађали да ће свака владајућа коалиција укључити барем једну од двије крајње десничарске странке. Ова идеја је одбачена када су и Социјалдемократе и Народна партија изјавили да ни једна од њих неће сарађивати са Странком слободе нити са Савезом за будућност Аустрије. Дуготрајни преговори довели су до обновљене "велике коалиције" коју су чинили Социјалдемократи и Народна странка.

## Лоби и групе политичког притиска
Државна комора за рад, трговину и пољопривреду коју је одобрила држава, као и синдикати и групе лобиста, понекад имају значајан утицај на Савезну владу. Одлуке Аустријског социјалног партнерства (Sozialpartnerschaft), које се састоје од синдиката, привредних комора, радника и пољопривредника, утичу на аустријску политику као и на низ аустријских закона, као на примјер, на радно право и политику тржишта рада.

### Неке од утицајних група
- Аустријска национална унија студената (ОХ),
- Аустријска синдикална федерација (ОГБ),
- Комора рада (АК),
- Конференција предсједника пољопривредних комора,
- Привредна комора Аустрије (ВКО),
- Федерација аустријске индустрије (ВОЕИ),
- Католичка црква, укључујући и њену главну организацију, Католичка Акција.

## Спољни послови
Аустрија је 1955. године донијела Декларацију о неутралности којом се земља прогласила трајно неутралном. На овој декларацији, Аустрија и даље темељи своју спољашњу политику. Деведесетих година 20. века значење ове неутралности је промењено када је Аустрија постала чланица Европске уније 1995. године и њеним учешћем у мировним мисијама УН. Од почетка 2009. године, Аустрија је нестална чланица Вијећа сигурности Уједињених народа.